# Організація Орла Білого
Таємна військова організація «Організація Орла Білого», скорочено ООБ — польська підпільна військова організація, створена в Кракові в 1939 році, яка діяла під час Другої світової війни.

## Історія
Організація була сформована вже у вересні 1939 року та була однією з перших підпільних організацій в окупованій Польщі. Організація спиралася на традиції військової підготовки Союзу стрільців передвоєного періоду. На початку своєї діяльності «Організація Орла Білого» була орієнтована на організацію системи зафронтової диверсії. З цією метою створювалися так звані «п'ятірки» (підпільні групи з п'яти осіб). Найбільший вплив організація мала в Малопольщі та Гурному Шльонску. «Організація Орла Білого» проводила диверсійні операції спрямованні на знищення шляхів сполучення німецького війська, здійснювала воєнну розвідку та здійснювала пропагандиську діяльність спрямовану проти окупантів. Організація діяла за принципом виконання Наказів дня.
З червня 1940 року ООБ підпорядковувалася Союзу збройної боротьби.

## Структура ООБ

### Головне управління ООБ
Головними провідниками ООБ були:
- полковник Казимір Плута-Чаховскі, псевдо — Ґолдін «Gołdyn»- начальник ООБ
- полковник піхоти Маріан Юзеф Оцеткєвіч — 1-й заступник начальника
- майор Казимір Кєрзковскі
- майор Людвік Музичка

### Окружні управління
- Краківський округ ООБ — майор Казимір Кєрзковскі, псевдо «Президент»
  - Ряшівський підокруг — полковник Казимір Хайлман-Равіч
  - Район Подгалє — полковник Генрик Радосіньскі, псевдо «Герфурт» [2]
    - Комірка ООБ в Закопаному — начальник Антоні Сухецкі, заступник начальника — Юзеф Хауслінґер
    - Комірка ООБ в Пороніні — начальник Вінцет Ґаліка
    - Комірка ООБ в Щавниці — начальник Францішек Цєсєлка, псевдо «Акорд»
- Сілезький округ ООБО — Максиміліан Маковскі, псевдо «Стах»
  - Заглебівський район — Генрик Ковалувка, псевдо «Чортополох»
  - Катовицький район — Зиґмунд Мілковскі, псевдо «Повала»
  - Битомський район — Генрик Сусьлік, псевдо «Грім»
  - Опольський район — Павел Вжуд, псевдо «Врудерскі»
  - Цєшинсько-заользянський район — Антоній Студенцкі. псевдо «Лом»
- Келецький округ ООБ
  - Кєлецький район — капітан Ян Єдліньскі, псевдо «Крук»
  - Ченстоховський район
  - Скаржисько-Каменнський район
  - Радомський район
  - Сандомирський район